# Elbebrücke Dresden (A 4)
Die  Elbebrücke Dresden  ist Teil der Bundesautobahn 4 und überspannt beim Dresdner Stadtteil Kaditz die Elbe und das Vorland mit der B 6 nach Meißen (Meißener Landstraße) sowie der Bahnstrecke Berlin–Dresden. Die 496 Meter lange Balkenbrücke wurde erstmals zwischen 1934 und 1935 als Abschnitt der Reichsautobahn Dresden–Chemnitz errichtet. Im Rahmen des sechsstreifigen Ausbaus der Autobahn 4 (Verkehrsprojekt Deutsche Einheit Nr. 15) wurde die alte Brücke zwischen den Jahren 1995 und 1998 durch einen Neubau ersetzt.

## Lage
Die Brücke liegt im Westen Dresdens zwischen den Stadtteilen Kaditz im Norden und Cotta im Süden und überbrückt das Elbtal auf einem Talsohlenniveau von etwa 105 Metern über Normalnull. Im Süden beginnt der Anstieg bis auf etwa 270 Meter Höhe am Autobahndreieck Dresden-West in 2,7 Kilometer Entfernung.
Nördlich der Brücke quert die Autobahn 4 noch auf wenigen Kilometern den Elbtalkessel, unter anderem mit der rechtselbischen Flutrinne (Elbe-Flutbrücke) sowie der Unionbrücke, die in Radebeul die Bahnstrecke Leipzig–Dresden und die sächsische Staatsstraße 82 (Meißner Straße) überquert. Die Brücke und ihre Brückenköpfe sind nach allem Ermessen hochwassersicher, wenngleich die umgebenden Anschlussstellen bei starken Hochwassern ausfallen.

## Alte Brückenkonstruktion
Die erste Konstruktion wurde zwischen September 1934 und Juli 1935 errichtet. Die Verkehrsfreigabe des etwa 3,5 Millionen Reichsmark teuren Bauwerks erfolgte am 27. September 1936. Der Entwurf stammte vom Brückenbüro der Obersten Bauleitung der Kraftfahrbahnen in Dresden. Am Ausführungsentwurf wirkte der Architekt Paul Bonatz mit. Am linken Elbufer entstand eine großzügige Treppenanlage mit einer Terrasse und einer Hermesfigur.
Das Bauwerk hatte zwei parallele stählerne Überbauten mit obenliegender Fahrbahn, die wiederum aus zwei Brücken bestanden. Dies waren die 378 m lange Strombrücke, eine Fachwerkbrücke mit einem Strebenfachwerk mit Pfosten, mit fünf Öffnungen und Stützweiten von 51 m in den Randfeldern, 73 m in den äußeren Innenfeldern und 130 m im mittleren Feld über der Elbe. Anschließend folgte auf der westlichen Seite, durch einen 10,4 m langen, werksteinverkleideten Gruppenpfeiler getrennt, über der Eisenbahnstrecke eine ungefähr 98 m lange Stahlbalkenbrücke. Dieser Systemwechsel war erforderlich, um die geforderte lichte Höhe im Bereich der Eisenbahntrasse zu erreichen. Die Überbauten waren jeweils 14,37 m breit und hatten eine konstante Bauhöhe von 7,02 m bei der Strombrücke sowie 2,32 m beim Anschlussbauwerk. Im Mai 1945, kurz vor dem Ende des Zweiten Weltkrieges in Deutschland, wurde das rechtselbische Randfeld gesprengt. Eine Holzkonstruktion überbrückte dann bis zur Instandsetzung Ende der 1940er Jahre das zerstörte Brückenfeld.

## Neubau
Der Neubau ersetzte beide Vorgängerbrücken durch eine 496 m lange Brücke, eine Stahlverbundkonstruktion mit zwei getrennten Überbauten für je drei Fahrspuren sowie einen Gehweg und einen Radweg bei einer Gesamtbreite von 43 m. Die Überführung wurde zwischen den Jahren 1995 und 1998 gebaut. Die Kosten betrugen ungefähr 31 Millionen Euro.

### Gründung und Unterbauten
Die vier Pfeilerscheiben der alten Fachwerkbrücke wurden bei einer Breite von 4,0 m um ungefähr 23 m auf eine neue Gesamtlänge von 43,5 m verlängert. Die Verlängerungen wurden auf Großbohrpfählen mit einem Durchmesser von 1,2 m gegründet. Auf der linkselbischen Seite wurden die beiden äußeren Pfeiler neben der Bahnstrecke mit einer Flachgründung neu gebaut. Der östliche davon wurde als zirka 9,4 m hohe Scheibe ausgebildet, der westliche besteht aus vier massiven Rundstützen mit 2,5 m Durchmesser. Die flachgegründeten Widerlager wurden neu aufgebaut. Vier Pfeiler des Vorgängerbauwerks konnten in den Neubau integriert werden.

### Überbauten

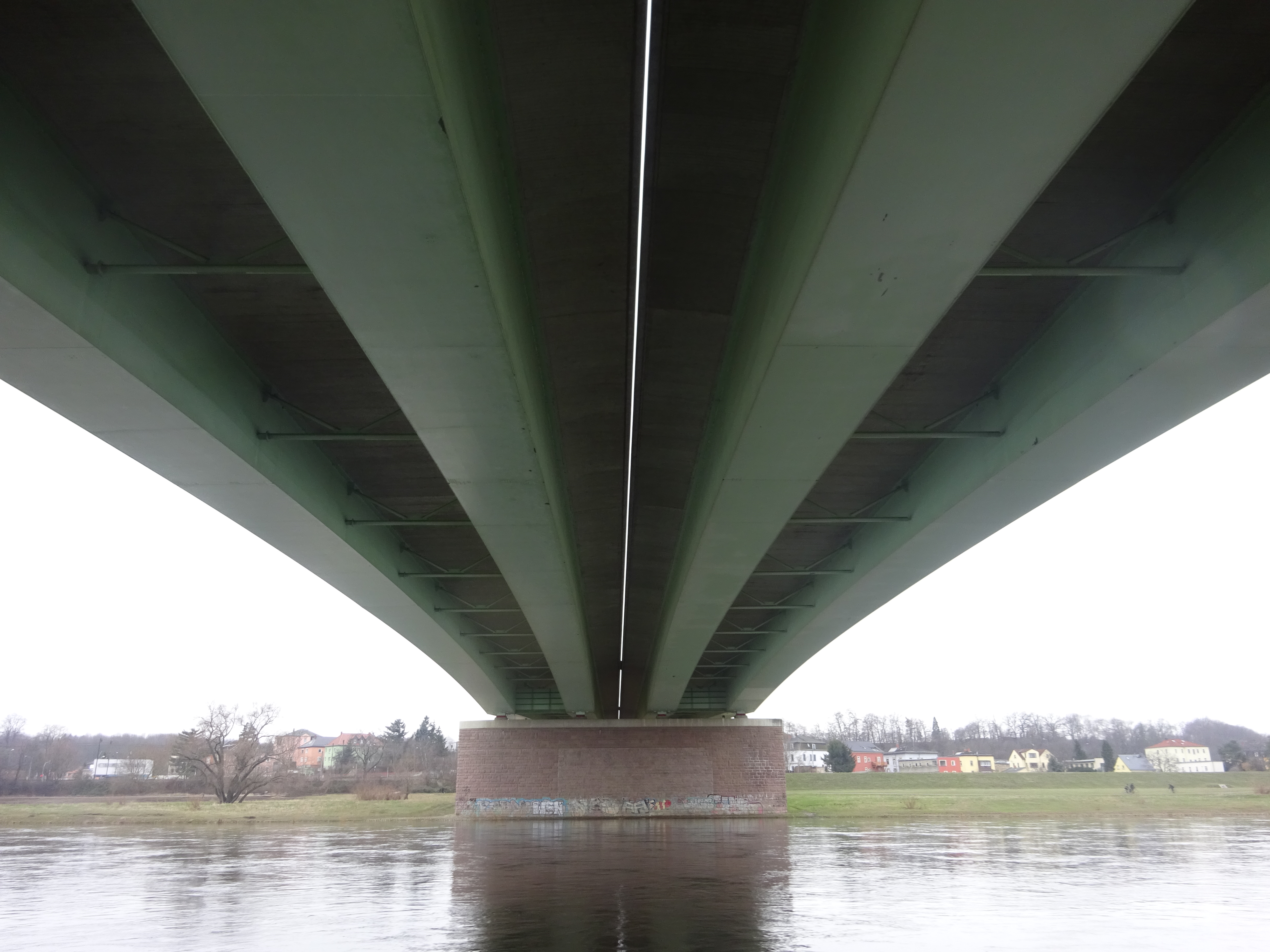
Brückenüberbau im Feld über der Elbe

Die Hauptträger der Überbauten der Stahlverbundbrücke bestehen aus je zwei 3,75 m breiten Stahlkästen und einer mit Kopfbolzendübeln verbundenen 21,5 m breiten, in Querrichtung gevouteten, maximal 35 cm dicken Stahlbetonfahrbahnplatte. Über den zwei Strompfeilern haben die in Längsrichtung gevouteten Stahlkästen eine maximale Querschnittshöhe von 6,0 m, in Flussmitte beträgt diese 3,5 m. In den Randfeldern ist die Bauhöhe mit 3,25 m konstant. Die Stützweiten der siebenfeldrigen Überbauten betragen von Ost nach West 55 m + 73 m + 130 m + 73 m + 68 m + 56,6 m + 40,4 m.

### Bauausführung
Während der Bauzeit mussten immer vier Fahrspuren benutzbar sein. Dies führte zu folgendem Bauablauf. Zuerst wurde der südliche Überbau neben der alten Brücke auf provisorischen Unterbauten hergestellt und anschließend der Verkehr Richtung Osten über diesen geleitet. Danach wurden der alte nördliche Überbau sowie die zugehörigen Pfeiler, soweit erforderlich, und die Widerlager abgebrochen. Im dritten Schritt wurde die nördliche Brücke mit Unterbauten und Überbau errichtet. Nach der Verlegung des Verkehrs Richtung Westen auf den neuen nördlichen Überbau konnte schließlich auch der alte südliche Überbau abgebrochen und nach Fertigstellung der fehlenden Hälfte des südlichen Unterbaus durch Querverschub um 10,5 m der neue südliche Überbau in seine endgültige Lage gebracht werden. Zum Schluss wurden die provisorischen Unterbauten abgebrochen.
Die Montage des Überbaus erfolgte größtenteils im Freivorbau, wobei die einzelnen Segmente mit zwei Autokränen eingehoben wurden. Über der Elbe wurde dazu ein Schwimmkran verwendet. Die Stahlbetonfahrbahnplatte wurde mit einem Schalwagen abschnittsweise hergestellt, wobei zuerst die Fahrbahnplatte in den Feldmitten hergestellt wurde und anschließend die Lücken über den Stützbereichen.

## Besonderes

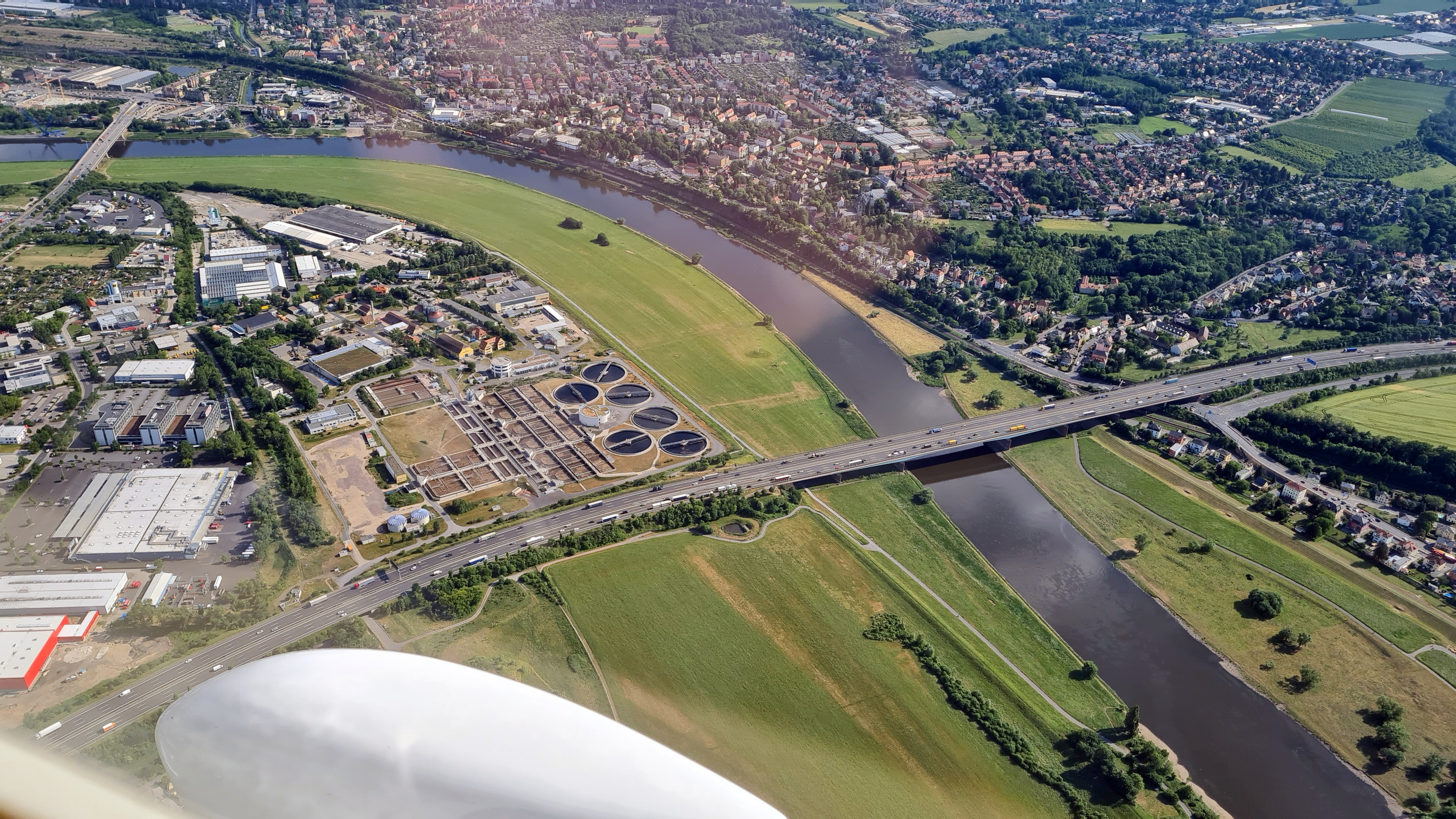
Luftbild der Brücke über die Elbe

Während des Elbhochwassers im August 2002 gehörte das Bauwerk zu den wenigen Elbbrücken in Dresden, die immer passiert werden konnten.
Die großen Rumpfteile des Airbus A380, dessen Struktur am Flughafen Dresden einem Ermüdungstest unterzogen werden sollte, wurden von Hamburg bis zur Elbbrücke der BAB 4 mit dem Schiff transportiert und dann die letzten Kilometer von der Elbe zum Flughafen über die Autobahn per Schwerlasttransporter bewegt. Durch einen am Ufer stehenden Raupenkran wurden die Teile aus dem Schiff direkt auf einen auf der Brücke stehenden Transporter gehoben.